# Смит, Хиллари
Хиллари Б. Смит (англ. Hillary B. Smith; род. 25 мая 1957, Бостон) — американская актриса мыльных опер. Смит наиболее известна по своей роли окружного прокурора Норы Хэнен Бьюкенен в длительной дневной мыльной опере «Одна жизнь, чтобы жить», где она снималась с 1992 по 2012 год, вплоть до закрытия шоу. В 1994 году она выиграла Дневную премии «Эмми» за лучшую женскую роль за роль в мыльной опере. В 2013 году она вернулась к роли в сериале-возрождении.
Смит также снималась в мыльных операх «Доктора» и «Как вращается мир», а также сыграла главную женскую роль в недолго просуществовавшем ситкоме «Кое что о Уайлдере» и появилась в нескольких фильмах, таких как «Любовный напиток № 9» и «Госпожа горничная». Она родилась в Бостоне, штат Массачусетс и с 1982 года замужем за Филипом Смитом.

## Мыльные оперы
- 1982—1983 — / The Doctors
- 1984—1990 — Как вращается мир / As the World Turns
- 1992—2012, 2013-наст. время — Одна жизнь, чтобы жить / One Life to Live
- 2012 — Дерзкие и красивые / The Bold and the Beautiful